# Jean-Damascène Habarurema
Jean-Damascène Habarurema (né le 4 décembre 1976 à Ruhashya (it) (Rwanda)) est un athlète français, spécialiste des courses de fond.

## Palmarès
| Année | Épreuve                                       | Lieu            | Position | Type          | Temps           |
| ----- | --------------------------------------------- | --------------- | -------- | ------------- | --------------- |
| 2011  | Semi-marathon international de Fort-de-France | Fort-de-France  | 1er      | Semi-marathon | 1 h 07 min 27 s |
| 2017  | Championnats de France de semi-marathon       | Bourg-en-Bresse | 1er      | Semi-marathon | 1 h 03 min 53 s |
| 2018  | Marathon de Paris                             | Paris           | 17e      | Marathon      | 2 h 15 min 13 s |